# ألفونسو أوغارتي دي بونو
نادي ألفونسو أوغارتي الرياضي (بالإسبانية: Club Deportivo Alfonso Ugarte) هو نادي كرة قدم بيروفي ، يقع مقره في مدينة بونو ويعدّ النادي الأكبر في المدينة . تأسس عام 1928 ويلعب في دوري الدرجة الثانية البيروفي.